# Clermont (quận)
Quận Clermont là một quận của Pháp, nằm ở tỉnh Oise, ở vùng Hauts-de-France. Quận này có 7 tổng và 146 xã.

## Các đơn vị hành chính

### Các tổng
Các tổng của quận Clermont là: 
1. Breteuil
2. Clermont
3. Froissy
4. Liancourt
5. Maignelay-Montigny
6. Mouy
7. Saint-Just-en-Chaussée

### Các xã
Các xã của quận Clermont, và mã INSEE là: 
| 1. Abbeville-Saint-Lucien (60003)     | 2. Agnetz (60007)                      | 3. Airion (60008)                   | 4. Angicourt (60013)                 |
| 5. Angivillers (60014)                | 6. Angy (60015)                        | 7. Ansacq (60016)                   | 8. Ansauvillers (60017)              |
| 9. Avrechy (60034)                    | 10. Avrigny (60036)                    | 11. Bacouël (60039)                 | 12. Bailleul-le-Soc (60040)          |
| 13. Bailleval (60042)                 | 14. Bazicourt (60050)                  | 15. Beauvoir (60058)                | 16. Blincourt (60078)                |
| 17. Bonneuil-les-Eaux (60082)         | 18. Bonvillers (60085)                 | 19. Brenouille (60102)              | 20. Breteuil (60104)                 |
| 21. Breuil-le-Sec (60106)             | 22. Breuil-le-Vert (60107)             | 23. Broyes (60111)                  | 24. Brunvillers-la-Motte (60112)     |
| 25. Bucamps (60113)                   | 26. Bulles (60115)                     | 27. Bury (60116)                    | 28. Cambronne-lès-Clermont (60120)   |
| 29. Campremy (60123)                  | 30. Catenoy (60130)                    | 31. Catillon-Fumechon (60133)       | 32. Cauffry (60134)                  |
| 33. Cernoy (60137)                    | 34. Chepoix (60146)                    | 35. Choisy-la-Victoire (60152)      | 36. Cinqueux (60154)                 |
| 37. Clermont (60157)                  | 38. Coivrel (60158)                    | 39. Courcelles-Epayelles (60168)    | 40. Cressonsacq (60177)              |
| 41. Crèvecœur-le-Petit (60179)        | 42. Cuignières (60186)                 | 43. Domfront (60200)                | 44. Dompierre (60201)                |
| 45. Erquery (60215)                   | 46. Erquinvillers (60216)              | 47. Esquennoy (60221)               | 48. Essuiles (60222)                 |
| 49. Ferrières (60232)                 | 50. Fitz-James (60234)                 | 51. Fléchy (60237)                  | 52. Fouilleuse (60247)               |
| 53. Fournival (60252)                 | 54. Froissy (60265)                    | 55. Gannes (60268)                  | 56. Godenvillers (60276)             |
| 57. Gouy-les-Groseillers (60283)      | 58. Grandvillers-aux-Bois (60285)      | 59. Hardivillers (60299)            | 60. Heilles (60307)                  |
| 61. Hondainville (60317)              | 62. La Hérelle (60311)                 | 63. La Neuville-Roy (60456)         | 64. La Neuville-Saint-Pierre (60457) |
| 65. La Neuville-en-Hez (60454)        | 66. La Rue-Saint-Pierre (60559)        | 67. Labruyère (60332)               | 68. Laigneville (60342)              |
| 69. Lamécourt (60345)                 | 70. Le Frestoy-Vaux (60262)            | 71. Le Mesnil-Saint-Firmin (60399)  | 72. Le Mesnil-sur-Bulles (60400)     |
| 73. Le Plessier-sur-Bulles (60497)    | 74. Le Plessier-sur-Saint-Just (60498) | 75. Le Ployron (60503)              | 76. Le Quesnel-Aubry (60520)         |
| 77. Les Ageux (60006)                 | 78. Liancourt (60360)                  | 79. Lieuvillers (60364)             | 80. Litz (60366)                     |
| 81. Léglantiers (60357)               | 82. Maignelay-Montigny (60374)         | 83. Maimbeville (60375)             | 84. Maisoncelle-Tuilerie (60377)     |
| 85. Mogneville (60404)                | 86. Monceaux (60406)                   | 87. Monchy-Saint-Éloi (60409)       | 88. Montgérain (60416)               |
| 89. Montiers (60418)                  | 90. Montreuil-sur-Brêche (60425)       | 91. Mory-Montcrux (60436)           | 92. Mouy (60439)                     |
| 93. Moyenneville (60440)              | 94. Ménévillers (60394)                | 95. Méry-la-Bataille (60396)        | 96. Neuilly-sous-Clermont (60451)    |
| 97. Nointel (60464)                   | 98. Noirémont (60465)                  | 99. Noroy (60466)                   | 100. Nourard-le-Franc (60468)        |
| 101. Noyers-Saint-Martin (60470)      | 102. Oursel-Maison (60485)             | 103. Paillart (60486)               | 104. Plainval (60495)                |
| 105. Plainville (60496)               | 106. Pronleroy (60515)                 | 107. Puits-la-Vallée (60518)        | 108. Quinquempoix (60522)            |
| 109. Rantigny (60524)                 | 110. Ravenel (60526)                   | 111. Reuil-sur-Brêche (60535)       | 112. Rieux (60539)                   |
| 113. Rocquencourt (60544)             | 114. Rosoy (60547)                     | 115. Rousseloy (60551)              | 116. Rouvillers (60553)              |
| 117. Rouvroy-les-Merles (60555)       | 118. Royaucourt (60556)                | 119. Rémécourt (60529)              | 120. Rémérangles (60530)             |
| 121. Sacy-le-Grand (60562)            | 122. Sacy-le-Petit (60563)             | 123. Sains-Morainvillers (60564)    | 124. Saint-André-Farivillers (60565) |
| 125. Saint-Aubin-sous-Erquery (60568) | 126. Saint-Félix (60574)               | 127. Saint-Just-en-Chaussée (60581) | 128. Saint-Martin-Longueau (60587)   |
| 129. Saint-Martin-aux-Bois (60585)    | 130. Saint-Remy-en-l'Eau (60595)       | 131. Sainte-Eusoye (60573)          | 132. Sérévillers (60615)             |
| 133. Tartigny (60627)                 | 134. Thieux (60634)                    | 135. Thury-sous-Clermont (60638)    | 136. Tricot (60643)                  |
| 137. Troussencourt (60648)            | 138. Valescourt (60653)                | 139. Vendeuil-Caply (60664)         | 140. Verderonne (60669)              |
| 141. Villers-Vicomte (60692)          | 142. Wacquemoulin (60698)              | 143. Wavignies (60701)              | 144. Welles-Pérennes (60702)         |
| 145. Épineuse (60210)                 | 146. Étouy (60225)                     |                                     |                                      |